# Heracleopolis Magna

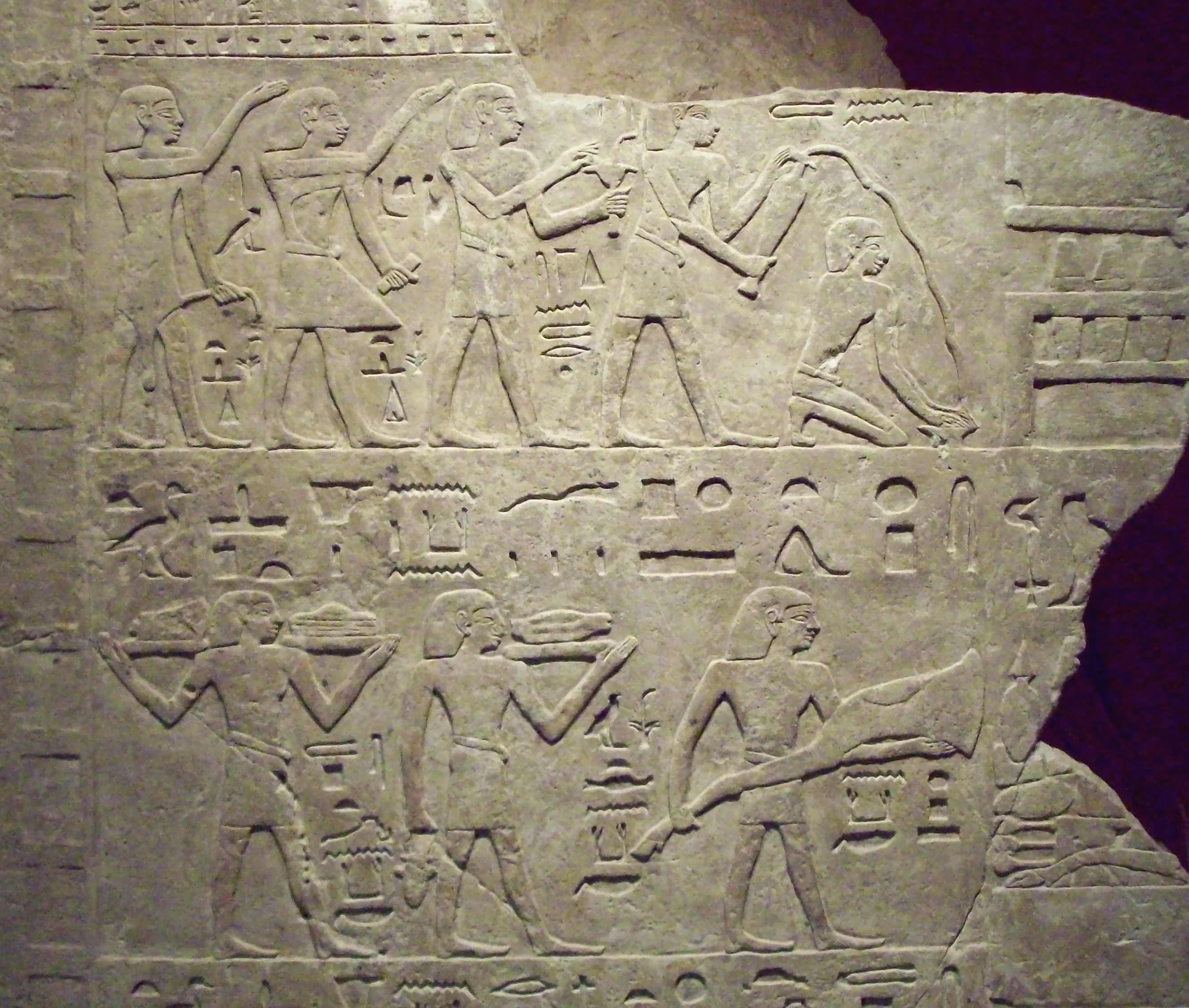
Dochovaný basreliéf z pohřební kaple, uloženo v Národním archeologickém muzeu v Madridu

Heracleopolis Magna (řecky Ἡρακλεόπολις, česky Velká Hérakleopolis) bylo starověké hlavní město XX. nomu Horního Egypta. Starověcí Egypťané nazývali město Henen-nesut, Nen-nesu nebo Hwt-nen-nesu (v překladu «Dům královského dítěte»). Později mu Koptové říkali Hnas a Arabové — Ahnas (dnes Ihnasíja al-Madína a Ihnasíja Umm al-Kimám). Velká Hérakleopolis bylo hlavní město starověkého Egypta v období První přechodné doby za 9. a 10. dynastie.